# Ophtalmoplon diversum
Ophtalmoplon diversum är en skalbaggsart som beskrevs av Martins 1965. Ophtalmoplon diversum ingår i släktet Ophtalmoplon och familjen långhorningar. Inga underarter finns listade i Catalogue of Life.